# Jozef Israëls

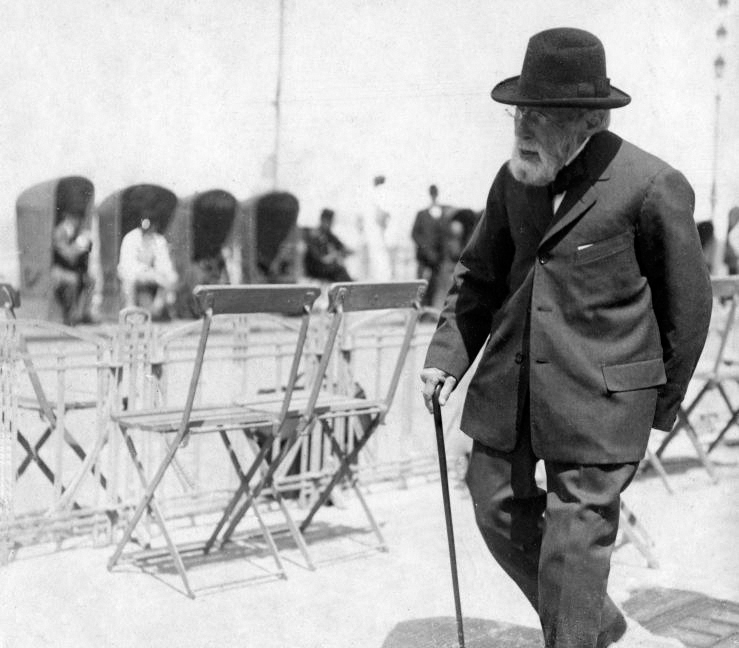
Jozef Israëls (1824-1911) op het Scheveningse strand vlak voor zijn overlijden, 1911

Jozef Israëls (Groningen, 27 januari 1824 – Den Haag, 12 augustus 1911) was een van de belangrijkste Nederlandse schilders uit de Haagse School. Hij was niet alleen schilder, hij maakte ook etsen en lithografieën en schreef. Als pseudoniem gebruikte hij J. Maalman.

## Leven en werk
Israëls was van Joodse afkomst. Hij kreeg vanaf zijn elfde les van landschapsschilder Jacob Bruggink, die verbonden was aan de Academie Minerva te Groningen. J.J.G. van Wicheren was zijn tweede leermeester in 1836 en in 1838 kreeg hij schilderles van Cornelis Bernardus Buijs.
Hij was nauwelijks achttien jaar, toen hij in de leer ging bij Jan Adam Kruseman en bij Jan Willem Pieneman te Amsterdam. Hij bleef er wonen, behalve tijdens een paar onderbrekingen, tot 1871. Hierna woonde en werkte hij in Den Haag.
Van 1845 tot 1847 verbleef hij in Parijs. In het atelier van de Franse François-Édouard Picot werd hem het romantische historieschilderen bijgebracht. Louis Gallait en de Franse Nederlander Ary Scheffer oriënteerden hem eveneens op het Romanticisme. Ook Horace Vernet, Paul Delaroche en James Pradier bepaalden zijn oorspronkelijke werk toen hij op de École des beaux-arts in Parijs studeerde. Hij ontmoette er ook Jan Jongkind en de schilders van Barbizon.
Terug in Den Haag waren het zijn voorstellingen van eenvoudige mensen, vooral uit het vissersleven van Zandvoort en Katwijk aan Zee, die tot zijn roem zouden leiden. Hierbij was zijn keuze enigszins beperkt, terwijl de sfeer overheersend was. Een van zijn eerste vissersschilderijen was Langs moeders graf uit 1856. Creaties van zijn hand zijn het pathetische Verdronken Visser uit 1861, in de National Gallery van Londen, het romantische The Cottage Madonna uit 1867, in het Institute of Arts van Detroit, naast zijn landschappen als Na de Storm, ook uit 1867, in het Stedelijk Museum van Amsterdam. Thema's uit het judaïsme, als Joodse bruiloft uit 1903, bij het Joods Historisch Museum in bruikleen van het Amsterdamse Rijksmuseum, getuigen van zijn Joodse achtergrond.
Na 1871, toen hij in Den Haag ging wonen, raakte hij nauw bevriend met Hendrik Willem Mesdag. Ze waren in 1876 samen betrokken bij de oprichting van de Hollandsche Teekenmaatschappij en speelden een voorname rol in het Haagse Pulchri Studio. In 1903 begeleidden ze, samen met Willem Maris, Jan Hendrik Weissenbruch naar zijn laatste rustplaats op de Gemeentelijke Begraafplaats aan de Kerkhoflaan. Op 12 december 1903 schreef Israëls in zijn dagboek: "Heden Zaterdag, mijn uitgaansdag heerlijk mooi weer. Bij Mesdag schilderijen gezien die hij onderhanden had, ook bij mevrouw het atelier bezocht, prettig gebabbeld, veel over componeren van een schilderij verteld".
Tot 1885 leidde hij zijn zoon Isaac Israëls op, die geboren was in 1865. Hierover schreef hij: "Met de hulp van de Heer, zal hij een beter schilder worden dan zijn vader". Na 1885 ging Isaac zijn eigen weg in Amsterdam en werd er net als Breitner een van de Amsterdamse impressionisten.
Israëls maakte van 1897 tot 1898 een reis door Spanje en schreef hierna zijn reisverhaal, aan de hand van zijn talrijke tekeningen. In 1879 werd hij ridder in de kroonorde van Italië.

## Leerlingen
Israëls had de volgende leerlingen: Adolphe Artz, Bernard Blommers, Hein Burgers, Nicolaas Jan Adriaan Pieter Helenus van Es, Jacoba de Graaff, Johannes Helder, Isaac Israëls en Pieter Engelbertus Adrianus Mansvelt Beck. Hij werd nagevolgd door Peter Behrens, Walter Firle en William Marshall Brown.

## Enkele schilderijen

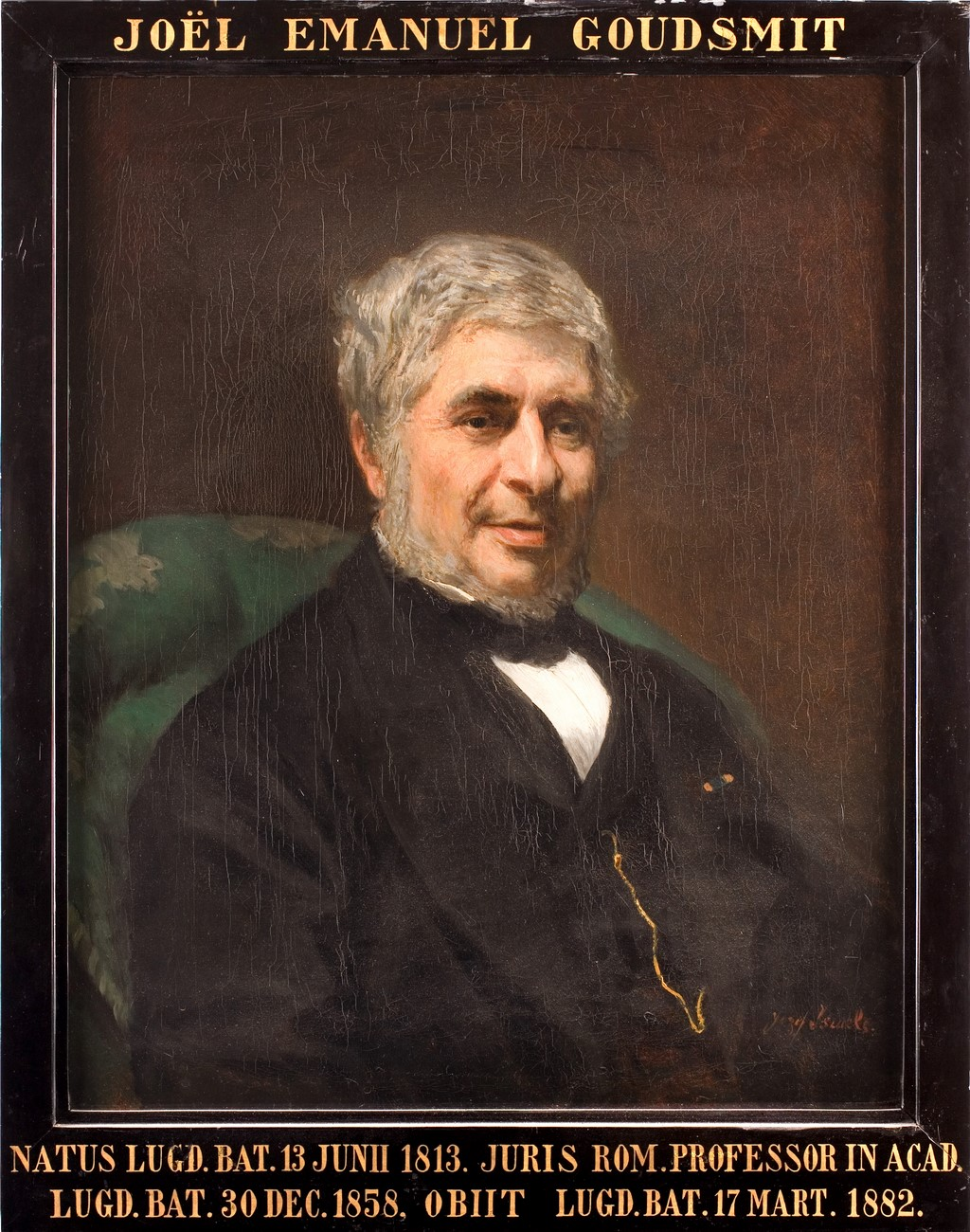
Portret van Joël Emanuel Goudsmit, 1866, Universiteit Leiden
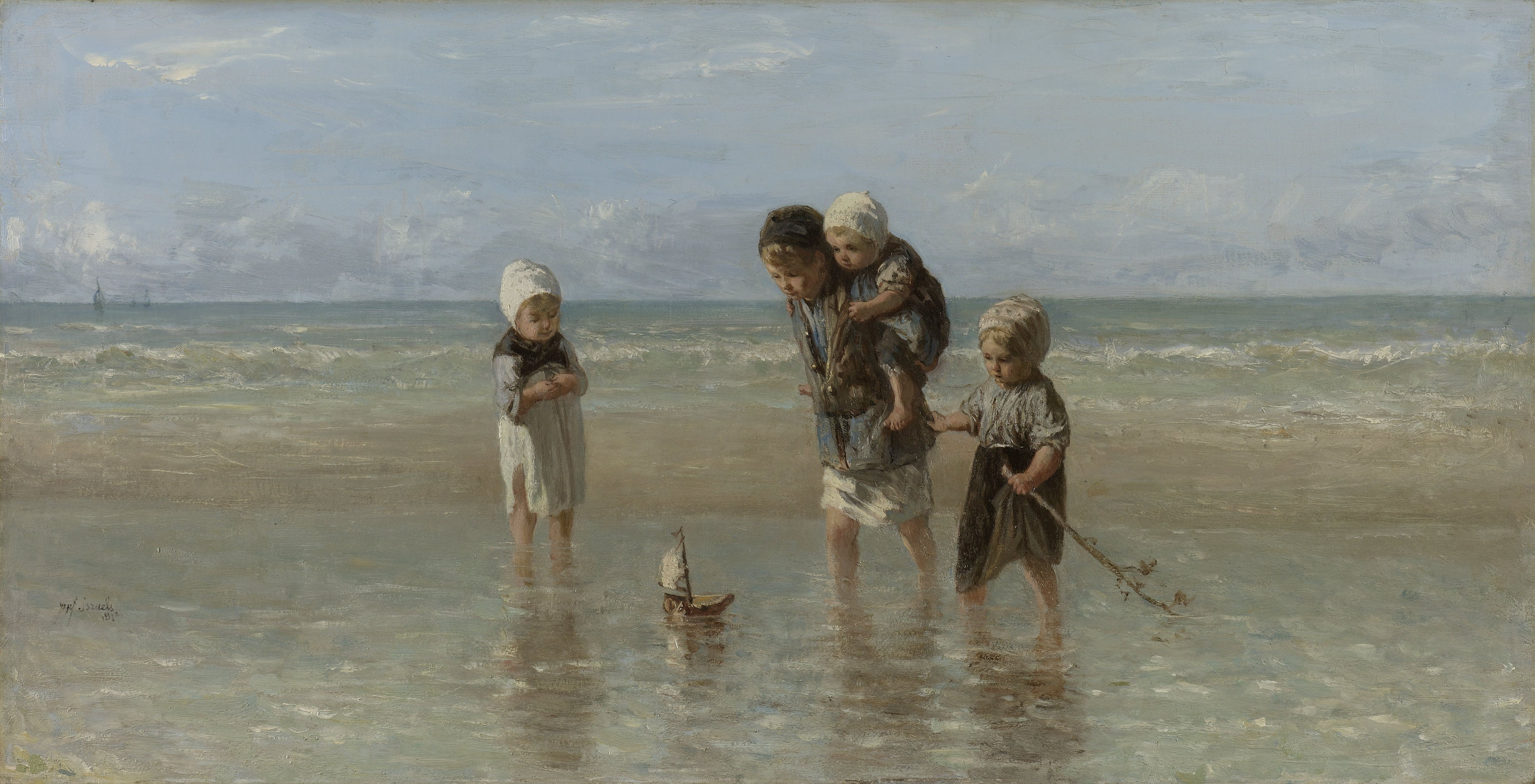
Kinderen der zee, 1872, Rijksmuseum, Amsterdam
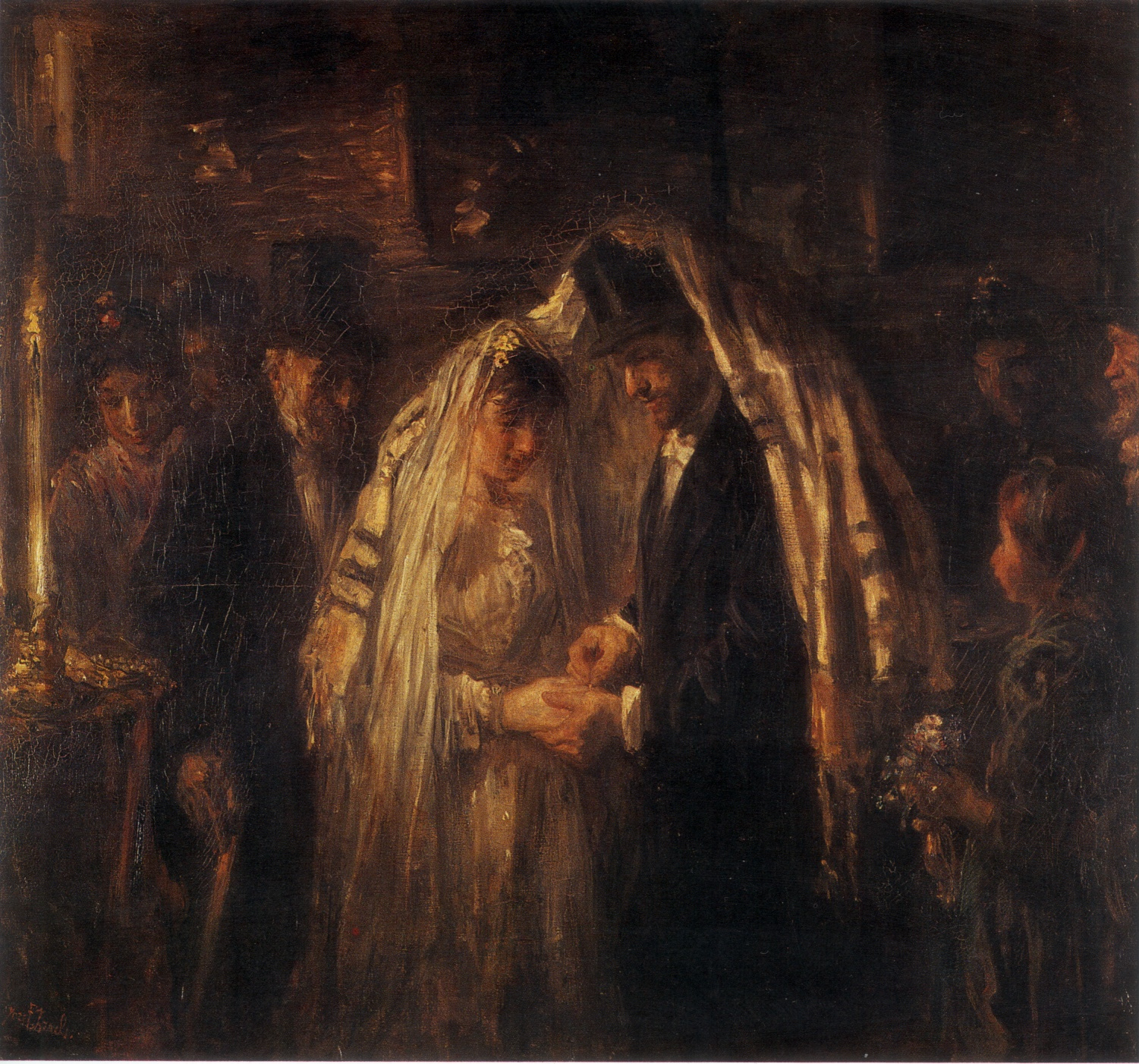
Joodse bruiloft, 1903, Rijksmuseum, Amsterdam
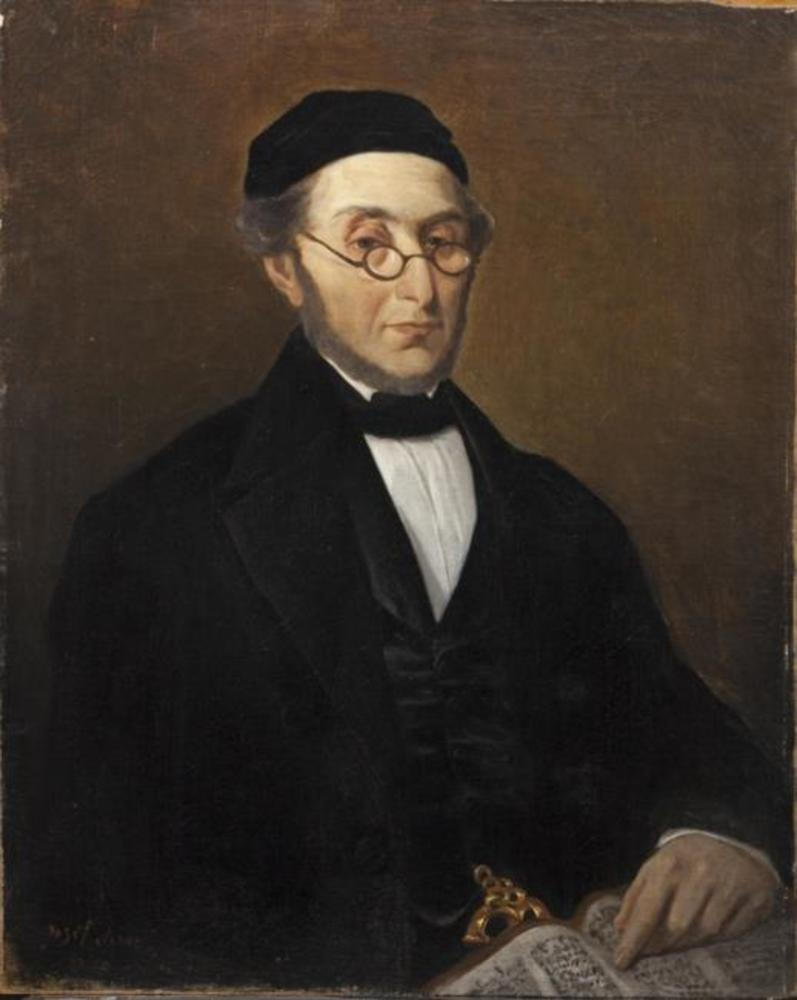
Portret van Samuel Juda Oppenheim, 1850, Groninger Museum, Groningen

## Werk in openbare collecties (selectie)
- Gemeentemuseum Den Haag[1]
- Rijksmuseum Amsterdam[2]

## Monument
- Al in 1911 gingen in Groningen stemmen op om Israëls te eren met een monument. De in Eelde geboren kunstenaar Bram Hesselink won de prijsvraag voor het monument. Hij baseerde zijn ontwerp op Langs moeders graf, een van Israëls bekendste schilderijen. Het beeld werd op 26 mei 1922 op het Hereplein onthuld. Het werd in de Tweede Wereldoorlog door NSB'ers beschadigd omdat Israëls jood was. Na de oorlog werd het hersteld door Willem Valk. Tot 1977 het Joods Monument aan de Hereweg werd onthuld, fungeerde het Israëlsmonument als herdenkingsplaats voor de oorlogsslachtoffers.[3]

## Nagedachtenis
In veel Nederlandse plaatsen is een straat, laan, weg of kade naar de schilder vernoemd.